# Parafia św. Barbary w Bielsku-Białej
Parafia pw. Świętej Barbary w Bielsku-Białej – parafia rzymskokatolicka znajdująca się w Bielsku-Białej. Należy do Dekanatu Bielsko-Biała III – Wschód diecezji bielsko-żywieckiej. Jest prowadzona przez księży diecezjalnych.

## Historia
Pierwsza świątynia w Mikuszowicach powstała prawdopodobnie w XIII lub początkach XIV wieku. Została zniszczona przez powódź w połowie XV stulecia.
Drugi kościół mikuszowicki został wzniesiony w 1455 z drewna sosnowego. Przez krótki czas był kościołem parafialnym, jednak wkrótce stał się filią parafii w Łodygowicach.
W pierwszej połowie XVI w., po uznaniu luteranizmu za oficjalne wyznanie księstwa oświęcimskiego, do którego należały Mikuszowice, świątynię przejęli protestanci. Do katolików wróciła ona w 1615 na skutek zabiegów kasztelana łodygowickiego Piotra Warszyckiego. Kościół spłonął 7 kwietnia 1687 od uderzenia pioruna.
Budowę obecnego kościoła św. Barbary zakończono w roku 1690. Został on wzniesiony na zlecenie łodygowickiego proboszcza Urbana Kupiszowskiego przez miejskiego cieślę Piotra Piotrowskiego z drewna modrzewiowego, w dominującym wówczas w budownictwie sakralnym stylu śląsko-małopolskim. Poświęcenia dokonano w 1692.
W wyniku konfliktu z proboszczem o dziesięciny, władze kościelne wystawiły kościół w 1796 na licytację. Wykupiony za 50 złotych reńskich przez chłopów z Mikuszowic i okolicznych wiosek stał się filią parafii w Wilkowicach.
7 września 1965 dekretem metropolity krakowskiego Karola Wojtyły erygowana została odrębna parafia św. Barbary w Mikuszowicach, obejmująca północną część dotychczasowej wilkowickiej. Od 1992 należy ona do diecezji bielsko-żywieckiej (wcześniej zarówno łodygowicka i wilkowicka, jak i odrębna mikuszowicka należały do krakowskiej).